# دالانه (شهر)
دالانه (به لاتین: Dalane) یک منطقهٔ مسکونی در نروژ است که در روگالاند واقع شده‌است. دالانه ۱٬۷۸۶ کیلومتر مربع مساحت و ۲۴٬۱۵۹ نفر جمعیت دارد.